# 第75屆坎城影展
第75屆坎城影展於2022年5月17日至5月28日在法國坎城節慶宮舉辦。評審團主席由法國演員文森·林頓擔任，法國導演米歇爾·哈札納維西斯翻拍自日本電影《一屍到底》的新作《法屍浪漫》被選為開幕片；本屆影展向演員湯姆·克魯斯致敬，其新作《捍衛戰士：獨行俠》在此首映。
本屆為皮耶·雷斯苦擔任影展主席的最後一屆，2022年3月23日宣布由前華納兄弟法國分公司執行長伊里斯·克諾布洛赫接任影展主席，並於同年7月1日就職。

## 評審團

### 正式競賽[6]
- 文森·林頓：演員。（評審團主席）
- ／ 蕾貝卡·霍爾：演員、製片人、編劇、導演。
- 荻皮卡·帕都恭：演員。
- 歐蜜·瑞佩斯：演員。
- 潔絲敏·婷卡（義大利語：Jasmine Trinca）：演員、導演。
- 阿斯哈·法哈蒂：導演、編劇、製片人。
- 拉德·利（法语：Ladj Ly）：導演、編劇、演員、製片人。
- 傑夫·尼科爾斯：導演、編劇。
- 尤沃金·提爾：導演、編劇。

### 一種注目[7]
- 薇拉莉·葛琳諾：演員、導演、製片人。（評審團主席）
- 黛布拉·格蘭尼克（英语：Debra Granik） ：導演。
- 約安娜·庫利格：演員。
- 班傑明·比歐雷（法语：Benjamin Biolay） ：創作歌手、製片人、演員。
- 艾格·拉米瑞茲：演員、製片人。

### 金攝影機獎[8]
- 蘿西·德·帕瑪（西班牙语：Rossy de Palma） ：演員。（評審團主席）
- 娜塔莎·克羅西奇：ARRI法國分部首席執行官。
- 让-克洛德·拉里厄（法语：Jean-Claude Larrieu (directeur de la photographie)） ：攝影指導。
- 伊蓮諾·韋伯（法语：Éléonore Weber） ：作家、導演、製片人。
- 奧利維爾·佩利森：記者、影評人。
- 盧西恩·吉恩-巴蒂斯特（法语：Lucien Jean-Baptiste） ：導演、編劇、演員。
- 山繆·勒比漢（法语：Samuel Le Bihan） ：演員。

### 短片競賽／電影基石[9]
- 尤斯利·納斯爾拉：導演。（評審團主席）
- 莫妮亞·喬柯里（法语：Monia Chokri） ：演員、導演。
- 蘿拉·汪戴爾（法语：Laura Wandel） ：導演、編劇。
- 費利克斯·莫阿提（法语：Félix Moati） ：演員、導演。
- 讓-克勞德·拉斯皮恩加斯（法语：Jean-Claude Raspiengeas） ：記者、影評人。

### 獨立評審團

#### 國際影評人週[10]
- 卡勞瑟爾·賓·汗耶（阿拉伯语：كوثر بن هنية） ：導演。（評審團主席）
- ／ 阿麗安·拉蓓：演員。
- 班尼迪克·艾靈森 ：演員、導演。
- 班諾特·德比（法语：Benoît Debie） ：攝影指導。
- 許文永：釜山影展主席。

#### 金眼睛獎[11]
- 阿格涅絲卡·霍蘭：導演。（評審團主席）
- 伊琳娜·齊利克（烏克蘭語：Цілик Ірина Андріївна） ：導演、作家。
- 皮埃爾·德隆尚（法语：Pierre Deladonchamps） ：演員。
- 亞歷克斯·文森特：影評人。
- 希沙姆·法拉赫：阿加迪爾國際紀錄片影展總監。

#### 酷兒棕櫚獎[12]
- 凱薩琳·科西妮：導演、編劇。（評審團主席）
- 賈尼斯·布茲亞尼（法语：Djanis Bouzyani） ：演員、導演、編劇。
- 馬里盧·杜邦切爾：記者。
- 史蒂芬·瑞道瑟 ：導演。
- 保羅·斯特拉瑟斯：製片人。

## 官方單元

### 正式競賽
以下電影被選定為競賽片，並依首映日期排序，可角逐最高榮譽金棕櫚獎： 
| 中文片名              | 原文片名             | 導演                                   | 製作國                          |
| --------------------- | -------------------- | -------------------------------------- | ------------------------------- |
| 《柴可夫斯基的妻子》‡ | Жена Чайковского     | 基里爾·謝列布連尼科夫                  | 俄羅斯、 法國                   |
| 《回不去的那座山》    | Le otto montagne     | 夏洛特·馮黛梅爾許 菲利克斯·凡·葛羅尼根 | 義大利、 比利时                 |
| 《世界末日》          | Armageddon Time      | 詹姆士·葛雷                            | 美国                            |
| 《如果驢知道》        | IO                   | 傑齊·史柯里莫斯基                      | 波蘭、 義大利                   |
| 《開羅謀殺案》        | صبي من الجنة‎         | 塔利克·薩勒赫                          | 瑞典、 芬兰、 摩洛哥、 法國     |
| 《親情風暴》          | Frère et Sœur        | 阿諾·戴普勒尚                          | 法國                            |
| 《瘋狂富作用》        | Triangle of Sadness  | 魯本·奧斯倫                            | 瑞典、 法國、 英国、 德国       |
| 《仇恨謎林》          | R.M.N.               | 克里斯汀·穆基                          | 羅馬尼亞、 法國、 比利时、 瑞典 |
| 《聖蛛》              | عنكبوت مقدس‎          | 阿里·阿巴西                            | 丹麦、 德国、 瑞典、 法國       |
| 《正年輕》‡           | Les Amandiers        | 瓦萊麗雅·布魯尼-特德斯奇               | 法國、 義大利                   |
| 《分手的決心》        | 헤어질 결심          | 朴贊郁                                 |                                 |
| 《未來犯罪》          | Crimes of the Future | 大衛·柯能堡                            | 加拿大、 希腊、 法國、 英国     |
| 《有你就是家》        | Tori et Lokita       | 尚-皮耶·達頓 盧·達頓                   | 比利时、 法國                   |
| 《再見拿坡里》        | Nostalgia            | 馬利歐·馬爾多那                        | 義大利                          |
| 《萊拉兄弟》          | برادران لیلا         | 薩伊德·盧斯塔伊                        | 伊朗                            |
| 《烈愛灼星》          | Stars at Noon        | 克萊兒·德尼                            | 法國                            |
| 《天堂幻影》‡         | Pacifiction          | 亞柏·賽拉                              | 法國、 西班牙、 葡萄牙、 德国   |
| 《嬰兒轉運站》        | 브로커               | 是枝裕和                               |                                 |
| 《親密》‡             | Close                | 盧卡斯·東特                            | 比利时、 荷蘭、 法國            |
| 《開展在即》          | Showing Up           | 凱莉·萊卡特                            | 美国                            |
| 《玫瑰母親》          | Un petit frère       | 蕾歐娜·瑟哈艾兒                        | 法國                            |

‡ 表示為LGBT題材電影，可角逐酷兒棕櫚獎。

### 一種注目
以下電影入選為一種注目，並依首映日期排序，可角逐該單元最高榮譽最佳影片獎： 
| 中文片名                   | 原文片名            | 導演                    | 製作國                          |
| -------------------------- | ------------------- | ----------------------- | ------------------------------- |
| 《戰爭開打之際》（開幕片） | Tirailleurs         | 馬蒂厄·維迪柏           | 法國、 塞内加尔                 |
| 《牛仔競技會》*‡           | Rodéo               | 蘿拉·奎福隆             | 法國                            |
| 《燃起希望之火》*          | Harka               | 洛特菲·內森             | 突尼西亞                        |
| 《束縛》                   | Corsage             | 瑪利·克洛澤             | 奥地利、 法國、 德国、 盧森堡   |
| 《七五計劃》*              | Plan 75             | 早川千繪                | 日本、 法國、 菲律賓、          |
| 《雙面陌生人》             | The Stranger        | 湯姆·萊特               |                                 |
| 《愛在生命終結時》         | Plus que jamais     | 艾蜜莉·阿特夫           | 法國、 德国、 盧森堡、 挪威     |
| 《無依之地》*              | War Pony            | 芮莉·克亞芙 吉娜·岡梅爾 | 美国                            |
| 《回到首爾》               | Retour à Séoul      | 周戴維                  | 法國、 德国、 比利时、 柬埔寨、 |
| 《爛人》*                  | Les Pires           | 莉澤·阿科卡 羅曼·古雷特 | 法國                            |
| 《我恨我自己》             | Syk Pike            | 克里斯多佛·博格利       | 挪威                            |
| 《炎日》‡                  | Kurak Günler        | 阿敏·艾波               | 土耳其                          |
| 《愛情美樂地》*‡           | جوائے لینڈ          | 賽姆·薩迪克             | 巴基斯坦                        |
| 《嚴密監視的派對》*        | Metronom            | 亞歷山德魯·貝爾克       | 羅馬尼亞、 法國                 |
| 《神選之地》               | Volaða land         | 西魯·帕瑪頌             | 丹麦、 冰島、 法國、 瑞典       |
| 《沉默雙生兒》             | The Silent Twins    | 阿格涅什卡·斯莫琴斯卡   | 波蘭、 美国、 英国              |
| 《多明戈與迷霧幽靈》       | Domingo y La Niebla | 阿里爾·埃斯卡蘭特·梅扎  | 、 墨西哥                       |
| 《地中海發燒友》           | Mediterranean Fever | 馬哈·哈吉               | 巴勒斯坦                        |
| 《蝴蝶視覺》*              | Бачення метелика    | 馬克西姆·納科內奇尼     | 乌克兰                          |
| 《雙手的溫柔》‡            | Le Bleu du Caftan   | 瑪莉安·圖澤尼           | 摩洛哥                          |

* 表示為導演的首部長片，可角逐金攝影機獎。
‡ 表示為LGBT題材電影，可角逐酷兒棕櫚獎。

### 短片競賽
在3,507部提交作品中，以下短片被選定為競賽片，可角逐短片金棕櫚獎： 
| 中文片名             | 原文片名             | 導演                   | 製作國          |
| -------------------- | -------------------- | ---------------------- | --------------- |
| 《通通》             | Tsutduɛ              | 阿馬爾泰·阿瑪爾        | 、 法國         |
| 《破碎太陽之心》     | 《破碎太陽之心》     | 畢贛                   | 中国            |
| 《母親搖籃曲的憂鬱》 | Lori                 | 阿比納什·比克拉姆·沙阿 | 尼泊尔、 香港   |
| 《海邊升起一座懸崖》 | 《海邊升起一座懸崖》 | 陳劍瑩                 | 中国            |
| 《漿果》             | Uogos                | 維陶塔斯·卡特庫斯      | 立陶宛、 義大利 |
| 《相同的舊》         | Same Old             | 洛依德·李·蔡           | 美国            |
| 《湖邊大火》‡        | Le feu au lac        | 皮埃爾·梅納罕          | 法國            |
| 《角質》‡            | Gakjil               | 文秀珍                 |                 |
| 《小夜燈》           | Luz Nocturna         | 基姆·托雷斯            |                 |

‡ 表示為LGBT題材電影，可角逐酷兒棕櫚獎。

### 電影基石
以下16部參賽作品（13部實景真人短片和3部動畫短片）從全球電影學院提交的1,528部作品中選出，其中四部是首次參加的學校。
| 中文片名                 | 原文片名                                   | 導演                | 國家或地區 | 備註                             |
| ------------------------ | ------------------------------------------ | ------------------- | ---------- | -------------------------------- |
| 《我們的日常麵包》       | Chlieb náš každodenný                      | 艾麗卡·貝德納里科娃 | 斯洛伐克   | 布拉迪斯拉發表演藝術學院影視學院 |
| 《母性生活》‡            | Mumlife                                    | Ruby Challenger     |            | 澳大利亞影視與廣播學院           |
| 《這一切都會歸還給你》   | Tout ceci vous reviendra                   | 莉蓮·法娜拉         | 法國       | 法國國家影像與聲音高等學院       |
| 《人類在堆疊時是愚蠢的》 | Les Humains sont cons quand ils s'empilent | 勞倫·費爾南德斯     | 法國       | CinéFabrique                     |
| 《陰謀的理髮師》         | Il Barbiere Complottista                   | 瓦萊里奧·費拉拉     | 義大利     | 義大利電影實驗中心               |
| 《通行證》‡              | The Pass                                   | 佩皮·金斯伯格       | 美国       | 紐約大學                         |
| 《親屬關係》             | Sheherut                                   | Orin Kadoori        | 以色列     | 史蒂夫·蒂施電影電視學院          |
| 《膠帶》                 | Nauha                                      | 普拉薩姆·庫拉納     | 印度       | 印度國際電影學院                 |
| 《明天不存在》           | Jutro nas tam nie ma                       | 奧爾加·克茲維茨     | 波蘭       | 羅茲電影學院                     |
| 《地兒》                 | 《地兒》                                   | 李家和              | 中国       | 河北科技大學                     |
| 《風箏》‡                | 《風箏》‡                                  | 李映彤              | 美国       | 愛默生學院                       |
| 《米斯蒂達》             | Mistida                                    | Falcão Nhaga        | 葡萄牙     | 里斯本戲劇與電影學校             |
| 《光榮革命》             | Glorious Revolution                        | 瑪莎·諾維科娃       | 英国       | 倫敦電影學校                     |
| 《百分百得不到回應的愛》 | 100% Flået Kærlighed                       | 馬爾特·賽克斯       | 丹麦       | 丹麥國家電影學校                 |
| 《髮際線裂縫》           | Hajszálrepedés                             | 比安卡·塞萊斯蒂     | 匈牙利     | 羅蘭大學                         |
| 《春捲夢》               | Spring Roll Dream                          | Mai Vu              | 英国       | 英國國立電影電視學院             |

‡ 表示為LGBT題材電影，可角逐酷兒棕櫚獎。

### 非競賽片
以下電影被選為非競賽片：
| 中文片名                 | 原文片名                        | 導演                         | 製作國                 |
| ------------------------ | ------------------------------- | ---------------------------- | ---------------------- |
| 《法屍浪漫》（開幕片）   | Coupez !                        | 米歇爾·哈札納維西斯          | 法國                   |
| 《捍衛戰士：獨行俠》     | Top Gun: Maverick               | 約瑟夫·柯金斯基              | 美国                   |
| 《三千年的渴望》         | Three Thousand Years of Longing | 喬治·米勒                    | 、 美国                |
| 《十一月》               | Novembre                        | 賽德里克·希門尼茲            | 法國                   |
| 《愛無罪》               | L'innocent                      | 路易·卡瑞                    | 法國                   |
| 《》                     | Elvis                           | 巴茲·魯曼                    | 、 美国                |
| 《販愛天堂》             | Mascarade                       | 尼可拉斯·貝多                | 法國                   |
| 午夜單元                 |                                 |                              |                        |
| 《獵首密令》             | 헌트                            | 李政宰                       |                        |
| 《抽菸很遜，會讓你咳嗽》 | Fumer fait tousser              | 昆汀·杜皮爾                  | 法國                   |
| 《月光白日夢》‡Ⓓ         |                                 | 布雷特·摩根                  | 美国                   |
| 《嘻哈反叛者》           | Rebel                           | 阿迪爾·艾爾·阿比 畢拉爾·法拉 | 比利时、 盧森堡、 法國 |

‡ 表示為LGBT題材電影，可角逐酷兒棕櫚獎。
Ⓓ 表示為紀錄片，可角逐金眼睛獎。

### 坎城首映
以下電影被選為坎城首映： 
| 中文片名                 | 原文片名                          | 導演              | 製作國               |
| ------------------------ | --------------------------------- | ----------------- | -------------------- |
| 《夜的表相》（迷你影集） | Esterno notte                     | 馬可·貝羅奇奧     | 義大利               |
| 《追兇12夜》             | La Nuit du 12                     | 多明尼克·莫勒     | 法國                 |
| 《臨時聯絡人的編年史》‡  | Chronique d'une liaison passagère | 伊曼紐爾·莫芮     | 法國                 |
| 《迷劫離》（迷你影集）‡  | Irma Vep                          | 奧利維耶·阿薩亞斯 | 美国                 |
| 《唐璜羅曼死》           | Don Juan                          | 賽吉·波宗         | 法國                 |
| 《我們的兄弟》           | Nos Frangins                      | 拉希德·布沙里布   | 法國                 |
| 《渡渡鳥》‡              | Dodo                              | 帕諾斯·庫特拉斯   | 希腊、 法國、 比利时 |
| 《那些野獸》             | As Bestas                         | 羅德里哥·索羅格耶 | 西班牙、 法國        |
| 《在她們眼中》           | Le pupille                        | 艾莉絲·羅爾瓦雀   | 義大利               |

‡ 表示為LGBT題材電影，可角逐酷兒棕櫚獎。

### 特別展映
以下電影被選為特別展映： 
| 中文片名                        | 原文片名                                                      | 導演                              | 製作國             |
| ------------------------------- | ------------------------------------------------------------- | --------------------------------- | ------------------ |
| 《為了和平》*                   | For the Sake of Peace                                         | 克里斯托夫·卡斯塔涅 湯瑪士·薩梅廷 | 美国、 法國        |
| 《馬里烏波爾-II》Ⓓ              | Mariupolis 2                                                  | 曼塔斯·科維達拉維丘斯             | 立陶宛             |
| 《小淘氣尼古拉：快樂的源頭》*   | Le Petit Nicolas - Qu'est-ce qu'on attend pour être heureux ? | 阿曼丁·弗萊登 本傑明·馬索布雷     | 法國               |
| 《我想像中的國家》Ⓓ             | Mi países imaginarios                                         | 帕特里西奧·古斯曼                 | 智利               |
| 《餘風》                        | Restos do Vento                                               | 提亞哥·蓋帝斯                     | 葡萄牙             |
| 《尋找馬歇》*                   | Marcel !                                                      | 潔絲敏·婷卡                       | 義大利             |
| 《女權主義回應》*‡Ⓓ             | Riposte Féministe                                             | 瑪麗·佩雷內斯 西蒙·德帕登         | 法國               |
| 《傑瑞·李·劉易斯：心中的麻煩》Ⓓ | Jerry Lee Lewis: Trouble In Mind                              | 伊森·柯恩                         | 美国               |
| 《毀滅的自然史》Ⓓ               | Die Naturgeschichte der Zerstörung                            | 瑟蓋·洛茲尼察                     | 乌克兰、 德国      |
| 《在牠們的凝視之間》Ⓓ           | All That Breathes                                             | 舒納克·森                         | 印度、 英国、 美国 |
| 《流浪者》*                     | The Vagabonds                                                 | 多蘿蒂亞·杜美娃                   | 德国               |
| 《問候》Ⓓ                       | Salam                                                         | 璀鑽 胡妲·班亞米納 安妮·西塞      | 法國               |

* 表示為導演的首部長片，可角逐金攝影機獎。
‡ 表示為LGBT題材電影，可角逐酷兒金棕櫚獎。
Ⓓ 表示為紀錄片，可角逐金眼睛獎。

### 坎城經典
以下電影被選為坎城經典： 
| 中文片名                                                   | 原文片名                                             | 導演                                                                                             | 製作國                 |
| 經典單元                                                   | 經典單元                                             | 經典單元                                                                                         | 經典單元               |
| ---------------------------------------------------------- | ---------------------------------------------------- | ------------------------------------------------------------------------------------------------ | ---------------------- |
| 《媽媽與妓女》（1973年）                                   | La Maman et la putain                                | 讓·厄斯塔什                                                                                      | 法國                   |
| 《正義者》（1970年）                                       | প্রতিদ্বন্দী                                              | 薩雅吉·雷                                                                                        | 印度                   |
| 《萬花嬉春》（1952年）                                     | Singin' in the Rain                                  | 金·凱利 斯坦利·多南                                                                              | 美国                   |
| 《擦鞋童》（1946年）                                       | Sciuscià                                             | 維多里奧·狄西嘉                                                                                  | 義大利                 |
| 《馬戲帳篷》（1978年）                                     | തമ്പ്                                                  | 戈文丹·阿拉文旦                                                                                  | 印度                   |
| 《審判》（1962年）                                         | The Trial                                            | 奧森·威爾斯                                                                                      | 法國、 德国、 義大利   |
| 《如果我是間諜》（1967年）                                 | Si j'étais un espion                                 | 貝特杭·布里葉                                                                                    | 法國                   |
| 《紅頭男孩》（1932年）                                     | Poil de Carotte                                      | 朱利安·迪維維耶                                                                                  | 法國                   |
| 《最後華爾茲》（1978年）                                   | The Last Waltz                                       | 馬丁·史柯西斯                                                                                    | 美国                   |
| 《五月之祭》（1976年）                                     | Itim                                                 | 麥克·德·利昂                                                                                     | 菲律賓                 |
| 《黑上帝白魔鬼》（1964年）                                 | Deus e o Diabo na Terra do Sol                       | 克勞伯·羅加                                                                                      | 巴西                   |
| 《野雛菊》（1966年）                                       | Sedmikrásky                                          | 維拉·希蒂洛娃                                                                                    | 捷克斯洛伐克           |
| 《死亡萬歲》（1971年）                                     | Viva la muerte                                       | 費爾南多·阿拉巴爾                                                                                | 突尼西亞、 法國        |
| 紀錄片                                                     |                                                      |                                                                                                  |                        |
| 《最後的電影明星：喬安妮·伍德沃德和保羅·紐曼》（第3、4集） | The Last Movie Stars                                 | 伊森·霍克                                                                                        | 美国                   |
| 《羅美，一個自由的女人》Ⓓ                                  | Romy, A Free Woman                                   | 露西·卡里斯                                                                                      | 法國                   |
| 《珍·康萍，電影女人》Ⓓ                                     | Jane Campion, Cinema Woman                           | 茱莉·貝托恰麗                                                                                    | 法國                   |
| 《杰拉德·菲利普，Cid的最後一個冬天》Ⓓ                      | Gérard Philipe, le dernier hiver du Cid              | 派屈克·祖迪                                                                                      | 法國                   |
| 《帕特里克·德維爾，我的英雄》Ⓓ                             | Patrick Dewaere, mon héros                           | 亞歷山大·莫伊                                                                                    | 法國                   |
| 《女兒向父親致敬》Ⓓ                                        | Hommage d'une fille à son père                       | 法圖·西塞                                                                                        |                        |
| 《讓-克勞德·卡里埃《戈雅的影子》》Ⓓ                        | L'Ombre de Goya par Jean-Claude Carrière             | 荷西·路易·羅佩茲·里內                                                                            | 法國、 西班牙、 葡萄牙 |
| 《三個在創作行為的漂移》                                   | Tres en la deriva del acto creativo                  | 費爾南多·索拉納斯                                                                                | 阿根廷                 |
| 《2020年東京奧運會官方影片：A面》Ⓓ                         | Official Film of the Olympic Games Tokyo 2020 Side A | 河瀨直美                                                                                         | 日本                   |
| 《八個視點》（1973年）                                     | Visions of Eight                                     | 米洛斯·福曼 尤里·奧澤羅夫 克勞德·雷路許 梅·柴特琳 麥克·普夫勒加爾 市川崑 亞瑟·佩恩 約翰·史勒辛格 | 德国、 美国            |

Ⓓ 表示為紀錄片，可角逐金眼睛獎。

### 海灘放映
以下電影被選為海灘放映： 
| 中文片名                   | 原文片名                   | 導演                               | 製作國                                     |
| -------------------------- | -------------------------- | ---------------------------------- | ------------------------------------------ |
| 《楚門的世界》（1998年）   | The Truman Show            | 彼得·威爾                          | 美国                                       |
| 《搖滾萬萬歲》（1984年）   | This Is Spinal Tap         | 羅伯·雷納                          | 美国                                       |
| 《狙魔特攻》（2001年）     | Le Pacte des loups         | 克里斯多夫·甘斯                    | 法國                                       |
| 《東方西方》（1999年）     | Est-Ouest                  | 何吉·瓦格內                        | 俄羅斯、 乌克兰、 保加利亚、 法國、 西班牙 |
| 《教父》（1972年）         | The Godfather              | 法蘭西斯·柯波拉                    | 美国                                       |
| 《冬天的猴子》（1962年）   | Un Singe en hiver          | 亨利·維尼爾                        | 法國                                       |
| 《奇蹟之宮》               | La Cour des miracles       | 卡琳·梅 哈基姆·佐哈尼              | 法國                                       |
| 《舞國英雄》（1992年）     | Strictly Ballroom          | 巴茲·魯曼                          |                                            |
| 《克里斯托夫……定義》Ⓓ      | Christophe… définitivement | 安其·萊恰 多明妮克·岡薩雷斯-福斯特 | 法國                                       |
| 《E.T.外星人》（1982年）   | E.T. the Extra-Terrestrial | 史蒂芬·史匹伯                      | 美国                                       |
| 《肉陣飛龍》（1952年）     | Fanfan la tulipe           | 克里斯蒂安-雅克                    | 法國                                       |
| 《最後一場電影》（1971年） | The Last Picture Show      | 彼得·博格達諾維奇                  | 美国                                       |

Ⓓ 表示為紀錄片，可角逐金眼睛獎。

## 平行單元

### 導演雙週
以下電影被選定為導演雙週單元： 
| 中文片名                     | 原文片名                             | 導演                                 | 製作國                        |
| 長片單元                     | 長片單元                             | 長片單元                             | 長片單元                      |
| ---------------------------- | ------------------------------------ | ------------------------------------ | ----------------------------- |
| 《捎來幸福的紅帆》（開幕片） | L'envol                              | 皮耶卓·馬切洛                        | 法國、 義大利                 |
| 《1976》                     | 1976                                 | 曼努拉·馬特利                        | 智利                          |
| 《與海有關》*                | El agua                              | 艾蓮娜·羅培茲·里拉                   | 西班牙                        |
| 《壩》*                      | السّد                                 | 阿里·凱里                            | 黎巴嫩、 苏丹、 法國、 德国   |
| 《超八之年》*Ⓓ               | Les Années Super 8                   | 安妮·艾諾 大衛·埃諾-布里奧           | 法國                          |
| 《形狀》                     | Ashkal                               | 尤塞夫·切布                          | 突尼西亞、 法國、             |
| 《五個惡魔》‡                | Les Cinq Diables                     | 蕾雅·米修斯                          | 法國                          |
| 《人體新視界》Ⓓ              | De Humani Corporis Fabrica           | 維蓮娜·帕拉維爾 呂西安·卡斯坦因-泰勒 | 法國、 美国                   |
| 《往南走》‡                  | La Dérive des Continents (Au Sud)    | 利昂涅爾·白耶                        | 瑞士、 法國                   |
| 《詭島謎花》                 | Enys Men                             | 馬克·詹金                            | 英国                          |
| 《湖畔泡影》*                | Falcon Lake                          | 夏洛特·勒彭                          | 加拿大、 法國                 |
| 《王子大戰打火兄弟》‡        | Fogo-fátuo                           | 朱奧·佩德洛·羅德利蓋斯               | 葡萄牙                        |
| 《有趣頁面》*                | Funny Pages                          | 歐文·克萊恩                          | 美国                          |
| 《神之造物》                 | God's Creatures                      | 莎拉·戴維斯 安娜·羅斯·霍爾默         | 爱尔兰、 英国、 美国          |
| 《哈吉斯家族》               | Les Harkis                           | 菲利浦·弗孔                          | 法國、 比利时                 |
| 《山》                       | La Montagne                          | 湯瑪斯·薩爾瓦多                      | 法國                          |
| 《帕姆菲爾》                 | Pamfir                               | 德米特羅·蘇霍利特科伊-索布丘克       | 乌克兰、 法國                 |
| 《巴黎記憶》                 | Revoir Paris                         | 艾莉絲·溫諾克爾                      | 法國                          |
| 《無花果樹下》*              | تحت الشجرة                           | 埃里格·塞希里                        | 突尼西亞、 瑞士、 法國        |
| 《晴朗之晨》                 | Un beau matin                        | 米雅·韓桑-露芙                       | 法國                          |
| 《男性身份》*‡               | Un Varón                             | 法比安·埃爾南德斯                    | 哥伦比亚、 法國、 德国、 荷蘭 |
| 《綠色香水》（閉幕片）       | Le Parfum vert                       | 尼古拉·莫里                          | 法國                          |
| 特別展映                     |                                      |                                      |                               |
| 《們》                       | Men                                  | 亞力克斯·嘉蘭                        | 英国、 美国                   |
| 短片單元                     |                                      |                                      |                               |
| 《抵達》‡Ⓓ                   | Aribada                              | 西蒙妮·傑基留馬·派陶 娜塔莉·埃斯科巴 | 德国、 哥伦比亚               |
| 《隨著時間流逝》Ⓓ            | As Time Passes                       | 賈米爾·麥金尼斯                      | 美国、 土耳其                 |
| 《震顫》                     | Beben                                | 魯道夫·斐茲傑惹-倫納德               | 德国                          |
| 《年輕女孩埋葬他們的生命》‡  | Des jeunes filles enterrent leur vie | 梅特·桑內特                          | 法國                          |
| 《新年快樂，吉姆》           | Bonne année, Jim                     | 安德烈亞·加托普洛斯                  | 義大利                        |
| 《吉魯巴》                   | Jitterbug                            | 阿約·阿金巴德                        | 英国                          |
| 《83年的瑪麗亞·史耐特》      | Maria Schneider, 1983                | 伊莉莎白·蘇伯林                      | 法國                          |
| 《詩人》                     | PotemkinistII                        | 拉杜·裘德                            | 羅馬尼亞                      |
| 《上演死亡》                 | Staging Death                        | 強恩·蘇達特                          | 德国、 奥地利                 |
| 《螺旋》                     | La Spirale                           | 瑪莉亞·西爾維亞·埃斯蒂夫             | 阿根廷                        |

* 表示為導演的首部長片，可角逐金攝影機獎。
‡ 表示為LGBT題材電影，可角逐酷兒金棕櫚獎。
Ⓓ 表示為紀錄片，可角逐金眼睛獎。

### 國際影評人週
以下電影被選定為國際影評人週單元： 
| 中文片名                      | 原文片名                                  | 導演                           | 製作國                      |
| 長片競賽                      | 長片競賽                                  | 長片競賽                       | 長片競賽                    |
| ----------------------------- | ----------------------------------------- | ------------------------------ | --------------------------- |
| 《日麗》*                     | Aftersun                                  | 夏洛特·威爾斯                  | 英国、 美国                 |
| 《阿爾瑪萬歲》*               | Alma Viva                                 | 克莉絲蒂·阿爾維斯·梅拉         | 葡萄牙、 法國               |
| 《達爾瓦》*                   | Dalva                                     | 艾曼紐·妮可                    | 比利时、 法國               |
| 《叢林裡的少年》*             | La Jauría                                 | 安德烈斯·拉米雷斯·普利多       | 哥伦比亚、 法國             |
| 《伐木工人好意外》*           | Metsurin Tarina                           | 米科·麥利拉提                  | 芬兰、 荷蘭、 丹麦、 德国   |
| 《我們的儀式》*               | Nos cérémonies                            | 西門·里斯                      | 法國                        |
| 《想像》*                     | تصور شد                                   | 阿里·貝赫拉德                  | 伊朗                        |
| 長片特別展映                  |                                           |                                |                             |
| 《當你拯救完世界》（開幕片）* | When You Finish Saving the World          | 傑西·艾森柏格                  | 美国                        |
| 《通靈師》                    | Goutte d'Or                               | 克萊門特·柯吉爾                | 法國                        |
| 《每個人都喜歡珍妮》*         | Tout le monde aime Jeanne                 | 席琳·德沃                      | 法國、 葡萄牙               |
| 《陰影下的她》（閉幕片）      | 다음 소희                                 | 鄭朱莉                         |                             |
| 短片競賽                      |                                           |                                |                             |
| 《口腔潰瘍》                  | 《口腔潰瘍》                              | 涂琳                           | 中国                        |
| 《字符串》                    | Cuerdas                                   | 埃斯蒂巴利斯·烏雷索拉·索拉古倫 | 西班牙                      |
| 《當我望向你的時候》‡Ⓓ        | 《當我望向你的時候》‡Ⓓ                    | 黃樹立                         | 中国                        |
| 《冰商》                      | Ice Merchants                             | 喬安·岡薩雷斯                  | 葡萄牙、 英国、 法國        |
| 《這裡很好》                  | It’s Nice in Here                         | 羅伯特-喬納森·科耶斯           | 荷蘭                        |
| 《在陽光下融化的生物》‡       | Las criaturas que se derriten bajo el sol | 迭戈·塞斯佩德斯                | 智利、 法國                 |
| 《我沒能愛上她》              | Nisam je stigao voljeti                   | 安娜·費爾南德斯·德·帕科        | 、 葡萄牙、 英国            |
| 《在薛西斯的寶座上》‡         | Στον Θρονο Του Ξερξη                      | 埃維·卡洛吉羅普盧              | 希腊                        |
| 《蝠鱝》                      | Raie Manta                                | 安東·比亞拉斯                  | 法國                        |
| 《天鵝在中心》‡               | Swan dans le centre                       | 伊里斯·夏桑                    | 法國                        |
| 短片特別展映                  |                                           |                                |                             |
| 《愛》                        | Amo                                       | 艾曼紐·葛哈                    | 法國                        |
| 《可怕》‡                     | Hideous                                   | 楊·岡薩雷茲                    | 英国                        |
| 《規模》                      | Scale                                     | 約瑟·皮爾斯                    | 法國、 英国、 捷克、 比利时 |

* 表示為導演的首部長片，可角逐金攝影機獎。
‡ 表示為LGBT題材電影，可角逐酷兒金棕櫚獎。
Ⓓ 表示為紀錄片，可角逐金眼睛獎。

### ACID
以下電影被選定為ACID單元： 
| 中文片名                | 原文片名                  | 導演                          | 製作國        |
| ----------------------- | ------------------------- | ----------------------------- | ------------- |
| 《99顆衛星》            | 99 Moons                  | 揚·加斯曼                     | 瑞士          |
| 《大西洋酒吧》Ⓓ         | Atlantic Bar              | 范妮·莫林斯                   | 法國          |
| 《小山》Ⓓ               | La Colline                | 丹尼士·吉爾布朗 莉娜·茨里莫娃 | 法國、 比利时 |
| 《大巴黎》              | Grand Paris               | 馬丁·卓瓦                     | 法國          |
| 《如何拯救死去的朋友》Ⓓ | How to Save a Dead Friend | 瑪魯夏·西羅奇科夫斯卡婭       | 瑞典、 挪威   |
| 《傑基·卡尤》           | Jacky Caillou             | 盧卡斯·德朗格爾               | 法國          |
| 《馬格達拉》            | Magdala                   | 戴米恩·曼尼弗                 | 法國          |
| 《北極星》Ⓓ             | Polaris                   | 艾娜拉·維拉                   | 法國、 格陵兰 |
| 《山吹》                | やまぶき                  | 山崎樹一郎                    | 日本          |

Ⓓ 表示為紀錄片，可角逐金眼睛獎。

## 獎項

### 官方獎項[21]
正式競賽
- 金棕櫚獎：《瘋狂富作用》－ 魯本·奧斯倫
- 評審團大獎：
  - 《親密》－ 盧卡斯·東特
  - 《烈愛灼星（英语：Stars at Noon (2022 film)）》－ 克萊兒·德尼
- 最佳導演獎：朴贊郁 －《分手的決心》
- 最佳女演員獎：扎拉·阿米尔·阿布拉希米 － 《聖蛛》
- 最佳男演員獎：宋康昊 －《嬰兒轉運站》
- 最佳劇本獎：塔利克·薩勒赫 －《開羅謀殺案》
- 評審團獎：
  - 《回不去的那座山（義大利語：Le otto montagne (film)）》－ 夏洛特·馮黛梅爾許（荷兰语：Charlotte Vandermeersch）、菲利克斯·凡·葛羅尼根
  - 《如果驢知道》－ 傑齊·史柯里莫斯基
- 75週年紀念獎（法语：Prix anniversaire du Festival de Cannes）：《有你就是家》－ 尚-皮耶·達頓、盧·達頓

金攝影機
- 金攝影機獎：《無依之地（英语：War Pony）》－ 芮莉·克亞芙、吉娜·岡梅爾
- 特別提及：《七五計劃（日语：PLAN 75）》－ 早川千繪（日语：早川千絵）

一種注目
- 最佳影片：《爛人（法语：Les Pires (film)）》－ 莉澤·阿科卡（法语：Lise Akoka）、羅曼·古雷特（法语：Romane Guéret）
- 評審團獎：《愛情美樂地》－ 賽姆·薩迪克（英语：Saim Sadiq）
- 最佳導演獎：亞歷山德魯·貝爾克（法语：Alexandru Belc） －《嚴密監視的派對》
- 最佳演員獎：
  - 薇琪·克利普斯 －《束縛（法语：Corsage (film)）》
  - 亞當·貝薩 －《燃起希望之火》
- 最佳劇本獎：馬哈·哈吉（英语：Maha Haj） －《地中海發燒友（英语：Mediterranean Fever (film)）》
- 評審團心動獎：《牛仔競技會（法语：Rodéo (film, 2022)）》－ 蘿拉·奎福隆（法语：Lola Quivoron）

短片競賽
- 短片金棕櫚獎：《海邊升起一座懸崖》－ 陳劍瑩
- 短片評審團特別提及獎：《母親搖籃曲的憂鬱》－ 阿比納什·比克拉姆·沙阿

榮譽金棕櫚
- 榮譽金棕櫚獎：佛瑞斯·惠特克[23]、湯姆·克魯斯[24]

電影基石
- 首獎：《陰謀的理髮師》－ 瓦萊里奧·費拉拉
- 二獎：《地兒》－ 李家和
- 三獎：
  - 《光榮革命》－ 瑪莎·諾維科娃
  - 《人類在堆疊時是愚蠢的》－ 勞倫·費爾南德斯

### 會外獎項
費比西獎
- 正式競賽：《萊拉兄弟（波斯語：برادران لیلا）》－ 薩伊德·盧斯塔伊
- 一種注目：《雙手的溫柔（法语：Le bleu du caftan）》－ 瑪莉安·圖澤尼（阿拉伯语：مريم التوزاني）
- 平行單元：《愛的缺口（法语：Dalva）》－ 艾曼紐·妮可（法语：Emmanuelle Nicot）（影評人週）

天主教人道精神獎
- 天主教人道精神獎（法语：Prix du jury œcuménique du Festival de Cannes）：《嬰兒轉運站》－ 是枝裕和

導演雙週
- 歐洲電影院獎（法语：Label Europa Cinemas）：《美好的早晨（法语：Un beau matin (film, 2022)）》－ 米雅·韓桑-露芙[26]
- SACD獎（法语：Prix SACD）：《山（法语：La Montagne (film, 2022)）》－ 湯瑪斯·薩爾瓦多（法语：Thomas Salvador）[27]
- 金馬車獎（法语：Carrosse d'or）：凱莉·萊卡特[28]

國際影評人週
- 影評人週大獎（法语：Grand prix de la Semaine de la critique）：《叢林裡的少年（西班牙语：La jauría (película)）》－ 安德烈斯·拉米雷斯·普利多
- 法國文創協會選擇獎：《日麗》－ 夏洛特·威爾斯（英语：Charlotte Wells）
- 短片發現獎：《冰商》－ 喬安·岡薩雷斯
- 明日之星獎：Zelda Samson －《達爾瓦（法语：Dalva）》
- 發行資助獎：Totem Films（發行商） －《伐木工人好意外（芬蘭語：Metsurin tarina）》－ 米科·麥利拉提（芬蘭語：Mikko Myllylahti）
- SACD獎（法语：Prix SACD du Festival de Cannes）：《叢林裡的少年（西班牙语：La jauría (película)）》－ 安德烈斯·拉米雷斯·普利多
- Canal+短片獎：《在薛西斯的寶座上》－ 埃維·卡洛吉羅普盧

酷兒棕櫚獎
- 酷兒棕櫚獎：《愛情美樂地》－ 賽姆·薩迪克（英语：Saim Sadiq）
- 短片酷兒棕櫚獎：《當我望向你的時候》－ 黃樹立

金眼睛獎
- 金眼睛獎：《在牠們的凝視之間（英语：All That Breathes）》－ 舒納克·森（英语：Shaunak Sen）
- 評審團特別獎：《烏都殘垣（烏克蘭語：Маріуполіс 2）》－ 曼塔斯·科維達拉維丘斯

法蘭索瓦·夏萊獎
- 法蘭索瓦·夏萊獎（法语：Prix François-Chalais）：《開羅謀殺案》－ 塔利克·薩勒赫

坎城原聲帶獎
- 坎城原聲帶獎：帕維爾·麥基丁（波兰语：Paweł Mykietyn） －《如果驢知道》

高等技術委員會獎
- CST藝術家技術員獎：安德雷斯·弗蘭克、班特·霍姆、雅各布·伊格納、喬納斯·魯德爾斯（音效）－ 《瘋狂富作用》
- CST青年電影技術員獎：瑪麗昂·比爾熱（佈景設計）－ 《玫瑰母親（法语：Un petit frère）》

狗狗金棕櫚獎
- 狗狗金棕櫚獎（法语：Palme Dog）：Brit －《無依之地（英语：War Pony）》
- 評審團獎：
  - Marcel － 《尋找馬歇（義大利語：Marcel!）》
  - 牧羊犬們 － 《神選之地》
- 狗道主義精神獎：子彈（烏克蘭傑克羅素㹴地雷嗅探偵爆犬）
- 獵犬棕櫚獎：Titane

蕭邦獎
- 蕭邦最具潛質演員獎（法语：Trophée Chopard）：
  - 傑克·洛登
  - 席拉·亞汀（英语：Sheila Atim）

公民權益獎
- 公民獎：《萊拉兄弟（波斯語：برادران لیلا）》－ 薩伊德·盧斯塔伊

積極電影獎
- 積極電影獎：《有你就是家》－ 尚-皮耶·達頓、盧·達頓

生態產品獎
- 生態產品獎：《奇蹟之宮（法语：La Cour des miracles）》－ 卡琳·梅、哈基姆·佐哈尼
- 評審團獎：《無花果樹下（英语：Under the Fig Trees）》－ 埃里格·塞希里（英语：Erige Sehiri）

法國藝術院線聯盟電影藝術與隨筆獎
- 法國藝術院線聯盟電影藝術與隨筆獎：《瘋狂富作用》－ 魯本·奧斯倫
- 特別提及：《如果驢知道》－ 傑齊·史柯里莫斯基

皮埃爾·安熱尼尤獎
- 皮埃爾·安熱尼尤獎：達呂斯·康第

## 外部連結
- 官方网站